# Édouard Lévêque
Édouard Lévêque, né le 10 décembre 1857 à Amiens (Somme) et mort le 26 décembre 1936 dans le 16e arrondissement de Paris, est un industriel, peintre et photographe français.
Créateur de l'expression de « Côte d'Opale », il participe à la création de Paris-Plage où il est rédacteur du journal Paris-Plage. Il est l'un des huit fondateurs le 9 juillet 1906 de la Société académique de Paris-Plage et en fut le président. Il est le premier historien de la station balnéaire et rédige plusieurs ouvrages sur l'histoire de celle-ci et de ses fondateurs.

## Biographie

### Enfance et famille
Édouard François Lévêque est né le 10 décembre 1857 à Amiens (Somme) du mariage le 5 avril 1853 à Amiens de Jules Charles Constantin, marchand mercier, né le 5 décembre 1821 à Beauvais (Oise) et de Françoise Louise Félicie dite Cornélie Jérôme, marchande mercière, née le 28 octobre 1830 à Amiens,.
Le 17 avril 1882 à Amiens, Édouard Lévêque épouse Marie Gabrielle Marthe Prévost née le 6 décembre 1862 à Guiseniers (Eure), fille de Dominique Prévost et de Marie Augustine Émilie Blondel. Ils ont deux enfants : Marie Émilie Félicie Germaine Lévêque (1884-1977) et Yvonne Marie Marthe Adrienne Lévêque (1886-1979).

### Vie professionnelle
En 1886, Édouard Lévêque devient l'associé de Dominique Prévost-Blondel, son beau-père, industriel de la chaussures à Amiens, et la maison prend la raison sociale « Prévost-Blondel et Lévêque » durant 18 ans. 
Dominique Prévost-Blondel se retire des affaires en 1906, laissant son industrie à son gendre et associé Édouard Lévêque, ainsi qu'à ses petits-gendres Léon et Georges Mulliez.
Il est membre titulaire de la Société des Antiquaires de Picardie à partir du 20 février 1894.

### L'auteur de l'expression de «Côte d'Opale»
En tant que peintre, Édouard Lévêque est l'élève de Léon-Pierre Delambre et de Pierre De Coninck. Il obtient une médaille de bronze à Amiens en 1883. 
C'est en peignant ses tableaux qu'il baptise la côte du Touquet-Paris-Plage du nom d'« Opale », pour nommer le littoral entre Le Crotoy et Équihen-Plage, en hommage à sa lumière si particulière et changeante. En février 1911, Édouard Lévêque, qui souhaite vanter les alentours du Touquet-Paris-Plage dans Le journal de Paris-Plage, s'interroge : « Y a-t-il dans la nature quelque chose qui possède cette diversité de coloration sans cesse changeante ? Oui, il y a l'opale, cette pierre précieuse aux tons laiteux, qui jette tour à tour la série des éclats de vert et de rouge. Qu'à la Côte d'Azur, la Côte d'Emeraude et la Côte d'Argent vienne s'ajouter désormais la Côte d'Opale, la nôtre ! »

### Le Touquet Paris-Plage
« Heri solitudo… hodie civitas » (« Hier la solitude… aujourd'hui la civilisation »), cette phrase d'Édouard Lévêque écrite en 1930 résume bien l'histoire du Touquet-Paris-Plage. Hier des garennes désertes et inhospitalières, aujourd'hui une station maritime parmi les plus accueillantes d'Europe.
Membre du comité du Syndicat d'initiative de Paris-Plage, il en devient le vice-président le 26 août 1911. Il est également membre du Comité d'initiative et du conseil d'administration du Syndicat d'initiative du Touquet-Paris-Plage, 10 octobre 1913 et est nommé membre titulaire de la Société académique de Paris-Plage, dont il est l'un des fondateurs, le 9 juillet 1906. Il est le vice-président de cette société de 1906 à 1909, président de 1909 à 1911, puis de 1926 à 1928, et de 1932 à 1934, et enfin président d'honneur. Il est le premier historien de la station balnéaire et rédige plusieurs ouvrages sur l'histoire de celle-ci et de ses fondateurs.
Édouard Lévêque meurt le 26 décembre 1936 dans le 16e arrondissement de Paris.

## Hommages

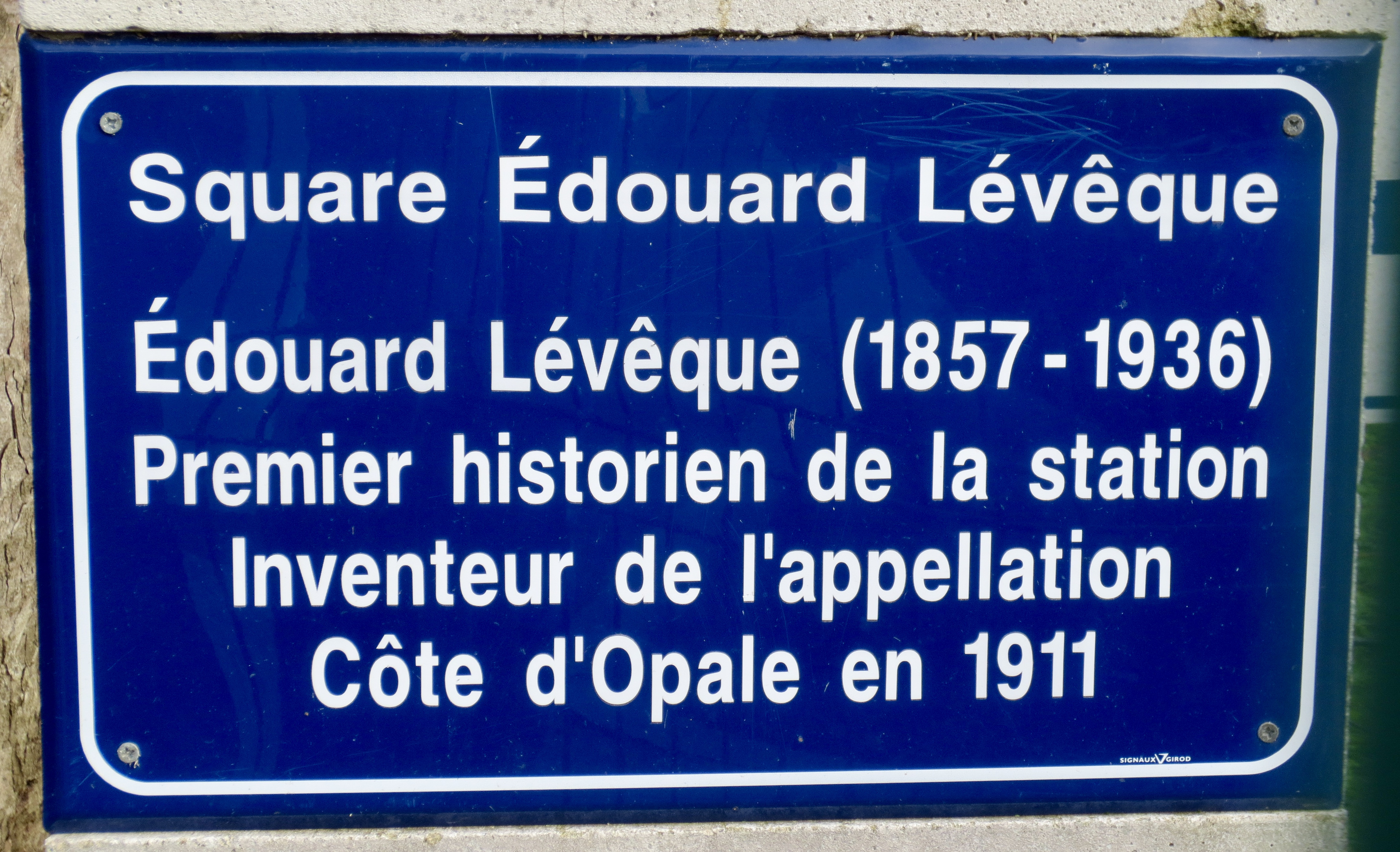
La plaque du square Édouard Lévêque.

Pour lui rendre hommage, la municipalité du Touquet-Paris-Plage donne son nom à un square situé à l'angle nord-est des rues de Bruxelles et de Metz.
Ce square est inauguré le 19 juillet 1935 sous la présidence d'Édouard Champion, vice-président de la Société académique du Touquet-Paris-Plage, en présence du maire de la commune, le docteur Jules Pouget.
La ville d'Étaples a également donné son nom à un boulevard.

## Récompense
Médaille de bronze au Salon de peinture d'Amiens en 1883 (Société des amis des arts de la Somme).

## Œuvres dans les collections publiques

### Peinture
- Le Touquet-Paris-Plage, musée du Touquet-Paris-Plage :
  - La Baie de la Canche, 1888, huile sur bois[13] ;
  - La Ferme rustique, 1888, huile sur bois[14] ;
  - Village suisse, 1890, huile sur bois[15] ;
  - Villas, angle rue de la paix[16] ;
  - Camiers, huile sur bois[17] ;
  - Dunes et villas, huile sur bois[18].

### Photographie
- Le Touquet-Paris-Plage, musée du Touquet-Paris-Plage : Paris-Plage et la vie Paris-Plageoise, 1895-1896, deux albums de 75 et 72 photographies[19].

## Publications
Édouard Lévêque, outre de nombreux articles dans le Courrier de la Somme, le Mémorial d'Amiens, le Paris-Plage, etc., est l'auteur de :
- Notice historique sur le village de Douilly et ses dépendances : Margères, ancien prieuré obédiencier d'Arrouaise, puis de Corbie. Forest et Montizelle, en collaboration avec Hector Josse, Amiens, éditeur E. Laforest, 1888[20] ;
- Trente jours à Paris-Plage, Montreuil, Imprimerie Delambre, 1903[21] ;
- Paris-Plage Le Touquet Rapide historique, physionomie et description, moyens de distraction, Montreuil-sur-Mer et Paris-Plage, éditeur Charles Delambre, 1904 ;
- Histoire de Paris-Plage et du Touquet, souvenirs et impressions, Paris-Plage et Montreuil, Charles Delambre, 1905 (réimpr. 2011 en deux tomes aux éditions PyréMonde), 601 p. (lire en ligne)
- Méthode de plantation à Paris-Plage, Montreuil, Imprimerie Delambre, 1906[21] ;
- Les passe-temps, promenades et excursions de Paris-Plage, Montreuil, Imprimerie Delambre, 1907 ; deuxième édition, revue et augmentée, 1909[21] ;
- Annuaire général de Paris-Plage, 1re année 1909, en collaboration avec Georges Térouanne, Montreuil-sur-Mer, Imprimerie Delambre, 1909 ;
- La Flore du Touquet et de Paris-Plage, en collaboration avec Benjamin Élie, Amiens, Imprimerie Laforest, 1910.
- Les Disparus, ou Biographies des fondateurs du Touquet-Paris-Plage et des principaux artisans de son développement, 1925. Première série 1885-1922 ; réédition aux Éditions PyréMonde le novembre 2012.

## Pour approfondir